# Eupithecia edwardsi
Eupithecia edwardsi là một loài bướm đêm trong họ Geometridae.